# معركة الري (811)
معركة الري بدأت في 1 مايو 811 م كجزء من الحرب الأهلية العباسية ("الفتنة الرابعة ") بين الأخوين غير الأشقاء، الأمين والمأمون انتهت بإنتصار جيش المأمون.

## الأسباب
كان الخليفة هارون الرشيد (والد الأخوين) قد توقع أنه عند وفاته سيكون هناك صراع بين الاثنين على الخلافة بناءً على ما حدث في حُروب الخِلافة تاريخياً عند الأمويين والملكيَّات المسيحيَّة، وهكذا أصدر مرسوماً بأن الأمين سيحكم الخلافة العباسية حتى وفاته بينما كان المأمون حاكماً لمقاطعة خراسان بصورة شبه كُليَّة في شرق إيران ثم يخلف المأمون أو أحد أبنائه الأمين ، ويخلفه من يختاره الأمين.
وبطبيعة الحال فإن مثل هذا المخطط على الرغم من حسن النية، كان محكوماً عليه بالفشل. تأثر الشقيقان بوزرائهما الفضل بن الربيع والفضل بن سهل على التوالي في محاولة للمطالبة بالسلطة. في النهاية أعلن الأمين أن أبنائه سوف يحكمون كخلفاء بعد وفاته، حتى أنه ذهب إلى حد الاستيلاء على الوثائق الملزمة للإخوة بالاتفاق من مدينة مكة المكرمة، غضب المأمون كثيراً من فعلِه وعدم التزامه بوصيَّة أبيهما كما يجِب عُرفاً، واستعد للحرب وأرسل وزيره قوة للدفاع عن منطقة الراي الحدودي الرئيسي بين سلاسل جبال زاغروس والبورز . في غضون ذلك، أرسل الأمين جيشا لتدمير شقيقه الذي غادر بغداد في 14 مارس 811.

## القادة
كان جيش الأمين (مقسومًا على القبائل العديدة بداخله) بقيادة علي بن عيسى بن ماهان الحاكم السابق لخراسان، الذي أطاح به الخليفة الرشيد، وقد كان جيش المأمون بقيادة طاهر بن حسين، وهو نبيل فارسي أسس فيما بعد السلالة الطاهرية التي حكَمَت خُراسان بإسم الخِلافة العبَّاسيَّة فيما بعد بإخلاص.

## حجم القوات
كان جيش ابن ماهان "الأكبر والأفضل تجهيزاً" في الذاكرة الحية، وقد يصل عدده إلى 50,000 ألف، بينما احتوى جيش طاهر على حوالي 5 آلاف في أحسن الأحوال، ومع ذلك كانت تحتوي على نسبة عالية من الفرسان بينما كان ابن ماهان يعتمد في الغالب على المشاة.

## معركة
خوفا مما سيفعله المواطنون لتخليص أنفسهم من قوته إذا اختار البقاء داخل أسوار الري والدفاع ضد الحصار ، قاد طاهر جيشه على طول الطريق نحو بغداد حتى رأى الدخلاء. بعد ليلة مضطربة ، وجهت قوة علي شحنة أولية ، أعقبتها هدنة قصيرة ومفاوضات غير ناجحة ، ذكر فيها مبعوث طاهر علي بالاتفاقات الرسمية التي مزقها الأمين. ثم بدأت المعركة الرئيسية ، بقوة هجوم خاطفة قوامها 700 خوارزمي مدعومين برماة ، أرسلوا لتحطيم مركز جيش علي ، وإذا أمكن تدمير هيكل قيادته. كان هذا النهج فعالاً للغاية ، حيث أسفر بسرعة عن وفاة القائد ابن ماهان. ولا يُعلم كيف مات تحديدا، تقول إحدى الروايات أنه كان ضحية لعاصفة سهم أرسلها رماة طاهر البخاريون قبل الهجوم. تزعم رواية أخرى أن جنديًا يُدعى داود سياه ("داود سياه" ("داوود الأسود") قد سقط من على حصانه - ربما بسهم - لكنه لم يقتل. ثم اقترب منه طاهر بن التاجي (غير مرتبط بالقائد طاهر) وسأله عما إذا كان هو بالفعل علي بن عيسى، فقتله بعد ذلك في قتال منفرد. وفي كلتا الحالتين لما قُتل، تشرد جيشه في كل الاتجاهات.
وفقا لهيو ن. كينيدي:
"كانت معركة الري نقطة تحول في التكتيكات العسكرية لتلك الفترة. هزم جيش المشاة الكبير بواسطة قوة سلاح فرسان أصغر. قد يكون هذا بمثابة علامة على نهاية الجيوش الكبيرة من جنود المشاة التي كانت نموذجية للحرب الإسلامية المبكرة وتفوق المجموعات الأصغر من الفرسان ، سواء رماة الرماح المدرعة أو الرماة. " 

## ما بعد الكارثة
أدرك طاهر بن الحسين فرصته، ودون انتظار المزيد من التعليمات، أخذ جيشه غير المتضرر تقريبًا إلى بغداد وبعد حصار دام لمدة عام، سقطت بغداد وقتل الأمين.